# Selección de fútbol de Jordania
La selección de fútbol de Jordania (en árabe: المنتخب الأردني لكرة القدم‎), conocida por sus fanes como Al-Nashama, es el equipo nacional de Jordania y está controlado por la Federación de Fútbol de Jordania. Se ha clasificado a la fase final de la Copa Mundial de Fútbol el 5 de junio de 2025, luego de haber obtenido la clasificación al Mundial de 2026 por primera vez en su historia. En las clasificatorias al Mundial de 2014 logró disputar una repesca intercontinental ante el 5° de la CONMEBOL, Uruguay. El equipo ha mejorado desde que llegó el entrenador Mahmoud El-Gohary (de origen egipcio) en 2002, con el que jugó su primera Copa Asiática en 2004 llegando a cuartos de final. Jordania también se clasificó, 7 años después, a la Copa Asiática 2011 llegando de igual modo a cuartos de final. En agosto de 2004, Jordania alcanzó su mejor posición en el ranking FIFA al ascender al 37.° lugar.
El 6 de diciembre de 2006, la selección jordana sub-20 hizo historia al alcanzar la fase final de la Copa Mundial de Fútbol Sub-20, celebrada en Canadá. Se impusieron a sus rivales en el campeonato sub-20 de la AFC celebrado en la India (el cual computaba para la Copa del Mundo Sub-20). En este torneo, una derrota 3-0 contra Corea del Sur, seguida de una victoria 3-2 contra los anfitriones y un empate sin goles contra Kirguistán, llevó a Jordania a la ronda final. En cuartos de final, una victoria 2-1 sobre China aseguró a la selección jordana un puesto en la Copa Mundial. En la siguiente ronda, el combinado perdió 1-0 contra la selección de Corea del Norte y 2-0 contra Corea del Sur, quedando en 4.° lugar.

## Historia

### De 1953 a 2004
La selección de Jordania disputó su primer partido internacional el 30 de julio de 1953, en el marco de los I Juegos Panarabicos de Alejandría (Egipto), frente a Siria, siendo derrotada por 1:3. Participó por primera vez en una fase preliminar al Mundial con motivo de las eliminatorias rumbo a México 1986. En torneos continentales, tuvo que esperar hasta 2004 para poder alcanzar, por primera vez, una plaza en la Copa Asiática.

### Copa Asiática 2004
Participó pues en la Copa Asiática 2004 realizada en China donde debutó empatando 0-0 con Corea del Sur, para luego superar por 2-0 a la escuadra de Kuwait y ya para terminar la fase de grupo volvió a empatar 0-0 esta vez con Emiratos Árabes Unidos, logrando el pase a cuartos de final como segunda del grupo B. En cuartos los Nashama cayeron derrotados frente a Japón por 3-4 en definición por penaltis debido a un 1-1 en los 90 minutos reglamentarios más el tiempo extra.

### Copa Asiática 2011
En enero de 2011 Jordania debutó en la Copa Asiática 2011 de Catar empatando 1:1 con Japón para luego derrotar por la mínima a Arabia Saudita y ya para el cierre de grupo venció por 2:1 a Siria pasando a la siguiente fase como segunda del grupo, empatada con Japón, aunque con una peor diferencia de goles (+2 contra +6 para los nipones). En cuartos de final la selección de Jordania enfrentó a Uzbekistán donde terminó perdiendo 1:2, pero a pesar de haber vuelto a caer en cuartos, alcanzó el 6° lugar en la tabla estadística del torneo, superando el 7° lugar obtenido en 2004.

### Clasificatorias al Mundial de 2014
Jordania inició su periplo en las eliminatorias al Mundial de 2014 enfrentando en la segunda ronda a la modesta selección de Nepal que derrotó por 9-0, el 23 de julio de 2011 en Amán, siendo la victoria más abultada conseguida por los jordanos en su historia. Tras empatar 1-1 en Katmandú, Jordania pasó a la tercera ronda, encuadrada en el grupo A junto a las selecciones de Irak, China y Singapur. Finalizó segunda del grupo, detrás de Irak, con 12 puntos lo que le valió acceder a la cuarta ronda, en el grupo B, siendo sus adversarios: Japón, Australia, Omán y nuevamente Irak. En esta fase, consiguió algunas victorias de prestigio en Amán, como el 2-1 propinado a Australia el 11 de septiembre de 2012 o la victoria ante Japón por ese mismo marcador, el 26 de marzo de 2013. Alcanzó el 3° lugar con 10 puntos, lo que le valió disputar la quinta ronda de la eliminatoria, jugada a doble partido ante el tercero del grupo A de la cuarta ronda, Uzbekistán. Sin embargo, el 26 de junio de 2013, la Federación jordana de fútbol optó por cambiar de técnico para encarar esta ronda eliminatoria, sustituyendo al irakí Adnan Hamad por el ex-internacional egipcio Hossam Hassan. Tras sendos empates obtenidos con el mismo marcador 1-1 tanto en Amán (ida), el 6 de septiembre de 2013, como en Tashkent (vuelta), el 11 de septiembre, la lotería de los penales favoreció a Jordania que se impuso a Uzbekistán en una dramática definición 9:8.
Así pues Jordania se clasificó a una repesca intercontinental por primera vez en su historia, ante Uruguay, quinto clasificado de la zona sudamericana. Sin embargo, la euforia desatada tras eliminar a Uzbekistán bajó enteros al conceder, el 13 de noviembre de 2013, una derrota abultada 0-5 en Amán a manos de los uruguayos, sinónimo de eliminación anticipada. El partido de vuelta, jugado en el Estadio Centenario de Montevideo, el 20 de noviembre fue una mera formalidad, aunque Jordania completó una buena presentación al arrancar un 0-0 a su rival.

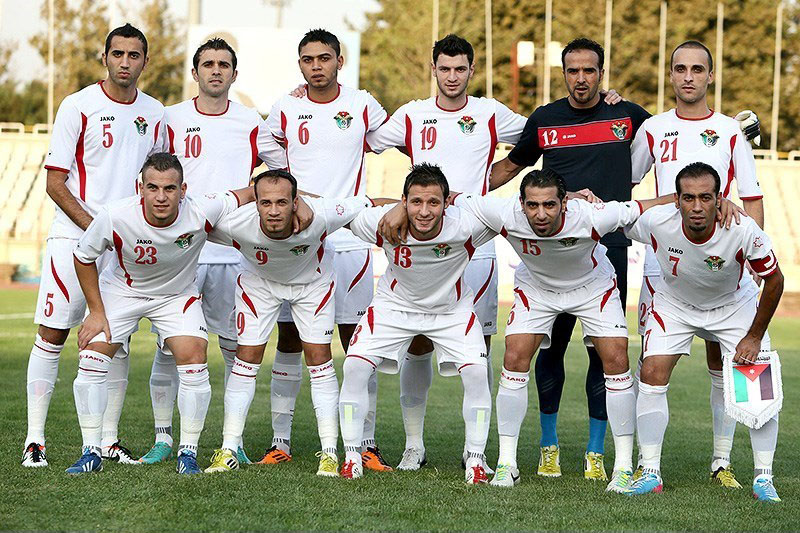
Jordania en Teherán – Clasificación para la Copa Asiática 2015

### Copa Asiática 2015
Encuadrada en el grupo A de las clasificatorias a la Copa Asiática 2015, junto a las selecciones de Omán, Siria y Singapur, Jordania certificó su clasificación a la Copa Asiática 2015, en Australia, el 4 de febrero de 2014, tras imponerse a domicilio 1:3 en Singapur, siendo esta su tercera participación en el certamen continental.

## Últimos partidos y próximos encuentros
Actualizado al último partido jugado el 10 de junio de 2025
| Fecha      | Ciudad           | Local          | Resultado | Visitante       | Competición                     |
| ---------- | ---------------- | -------------- | --------- | --------------- | ------------------------------- |
| 29-01-2024 | Rayán            | Jordania       | 3:2 (1:0) | Irak            | Copa Asiática 2023              |
| 02-02-2024 | Rayán            | Jordania       | 1:0 (0:0) | Tayikistán      | Copa Asiática 2023              |
| 06-02-2024 | Rayán            | Jordania       | 2:0 (0:0) | Corea del Sur   | Copa Asiática 2023              |
| 10-02-2024 | Lusail           | Catar          | 3:1 (1:0) | Jordania        | Copa Asiática 2023              |
| 21-03-2024 | Islamabad        | Pakistán       | 0:3 (0:2) | Jordania        | Clasificación Copa Mundial 2026 |
| 26-03-2024 | Amán             | Jordania       | 7:0 (2:0) | Pakistán        | Clasificación Copa Mundial 2026 |
| 06-06-2024 | Amán             | Jordania       | 3:0 (0:0) | Tayikistán      | Clasificación Copa Mundial 2026 |
| 11-06-2024 | Riad             | Arabia Saudita | 1:2 (1:2) | Jordania        | Clasificación Copa Mundial 2026 |
| 27-08-2024 | Amán             | Jordania       | 0:0       | Corea del Norte | Partido amistoso                |
| 29-08-2024 | Amán             | Jordania       | 2:1 (1:0) | Corea del Norte | Partido amistoso                |
| 05-09-2024 | Amán             | Jordania       | 1:1 (1:0) | Kuwait          | Clasificación Copa Mundial 2026 |
| 10-09-2024 | Kuala Lumpur     | Palestina      | 1:3 (1:1) | Jordania        | Clasificación Copa Mundial 2026 |
| 10-10-2024 | Amán             | Jordania       | 0:2 (0:1) | Corea del Sur   | Clasificación Copa Mundial 2026 |
| 15-10-2024 | Amán             | Jordania       | 4:0 (1:0) | Omán            | Clasificación Copa Mundial 2026 |
| 14-11-2024 | Basra            | Irak           | 0:0       | Jordania        | Clasificación Copa Mundial 2026 |
| 19-11-2024 | Ciudad de Kuwait | Kuwait         | 1:1 (0:1) | Jordania        | Clasificación Copa Mundial 2026 |
| 27-01-2025 | Doha             | Jordania       | 0:0       | Uzbekistán      | Partido amistoso                |
| 14-03-2025 | Amán             | Jordania       | 1:1 (1:0) | Corea del Norte | Partido amistoso                |
| 20-03-2025 | Amán             | Jordania       | 3:1 (3:1) | Palestina       | Clasificación Copa Mundial 2026 |
| 25-03-2025 | Suwon            | Corea del Sur  | 1:1 (1:1) | Jordania        | Clasificación Copa Mundial 2026 |
| 30-05-2025 | Dammam           | Arabia Saudita | 2:0 (0:0) | Jordania        | Partido amistoso                |
| 05-06-2025 | Mascate          | Omán           | 0:3 (0:1) | Jordania        | Clasificación Copa Mundial 2026 |
| 10-06-2025 | Amán             | Jordania       | 0:1 (0:0) | Irak            | Clasificación Copa Mundial 2026 |
| 04-09-2025 | Moscú            | Rusia          | -:-       | Jordania        | Partido amistoso                |
| 09-09-2025 | TBD              | Jordania       | -:-       | Rep. Dominicana | Partido amistoso                |

## Estadísticas

### Copa Mundial de Fútbol
| Copa Mundial de Fútbol | Copa Mundial de Fútbol  | Copa Mundial de Fútbol  | Copa Mundial de Fútbol  | Copa Mundial de Fútbol  | Copa Mundial de Fútbol  | Copa Mundial de Fútbol  | Copa Mundial de Fútbol  |
| Año                    | Ronda                   | J                       | G                       | E                       | P                       | GF                      | GC                      |
| ---------------------- | ----------------------- | ----------------------- | ----------------------- | ----------------------- | ----------------------- | ----------------------- | ----------------------- |
| 1930 - 1950            | No existía la selección | No existía la selección | No existía la selección | No existía la selección | No existía la selección | No existía la selección | No existía la selección |
| 1954 - 1982            | No participó            | No participó            | No participó            | No participó            | No participó            | No participó            | No participó            |
| 1986                   | No clasificó            | No clasificó            | No clasificó            | No clasificó            | No clasificó            | No clasificó            | No clasificó            |
| 1990                   | No clasificó            | No clasificó            | No clasificó            | No clasificó            | No clasificó            | No clasificó            | No clasificó            |
| 1994                   | No clasificó            | No clasificó            | No clasificó            | No clasificó            | No clasificó            | No clasificó            | No clasificó            |
| 1998                   | No clasificó            | No clasificó            | No clasificó            | No clasificó            | No clasificó            | No clasificó            | No clasificó            |
| 2002                   | No clasificó            | No clasificó            | No clasificó            | No clasificó            | No clasificó            | No clasificó            | No clasificó            |
| 2006                   | No clasificó            | No clasificó            | No clasificó            | No clasificó            | No clasificó            | No clasificó            | No clasificó            |
| 2010                   | No clasificó            | No clasificó            | No clasificó            | No clasificó            | No clasificó            | No clasificó            | No clasificó            |
| 2014                   | No clasificó            | No clasificó            | No clasificó            | No clasificó            | No clasificó            | No clasificó            | No clasificó            |
| 2018                   | No clasificó            | No clasificó            | No clasificó            | No clasificó            | No clasificó            | No clasificó            | No clasificó            |
| 2022                   | No clasificó            | No clasificó            | No clasificó            | No clasificó            | No clasificó            | No clasificó            | No clasificó            |
| 2026                   | Clasificado             | Clasificado             | Clasificado             | Clasificado             | Clasificado             | Clasificado             | Clasificado             |
| 2030                   | Por disputarse          | Por disputarse          | Por disputarse          | Por disputarse          | Por disputarse          | Por disputarse          | Por disputarse          |
| 2034                   | Por disputarse          | Por disputarse          | Por disputarse          | Por disputarse          | Por disputarse          | Por disputarse          | Por disputarse          |
| Total                  | 1/23                    | -                       | -                       | -                       | -                       | -                       | -                       |

### Copa Asiática
| Copa Asiática | Copa Asiática    | Copa Asiática | Copa Asiática | Copa Asiática | Copa Asiática | Copa Asiática | Copa Asiática |
| Año           | Ronda            | J             | G             | E             | P             | GF            | GC            |
| ------------- | ---------------- | ------------- | ------------- | ------------- | ------------- | ------------- | ------------- |
| 1956          | No participó     | No participó  | No participó  | No participó  | No participó  | No participó  | No participó  |
| 1960          | No participó     | No participó  | No participó  | No participó  | No participó  | No participó  | No participó  |
| 1964          | No participó     | No participó  | No participó  | No participó  | No participó  | No participó  | No participó  |
| 1968          | No participó     | No participó  | No participó  | No participó  | No participó  | No participó  | No participó  |
| 1972          | No clasificó     | No clasificó  | No clasificó  | No clasificó  | No clasificó  | No clasificó  | No clasificó  |
| 1976          | No participó     | No participó  | No participó  | No participó  | No participó  | No participó  | No participó  |
| 1980          | No participó     | No participó  | No participó  | No participó  | No participó  | No participó  | No participó  |
| 1984          | No clasificó     | No clasificó  | No clasificó  | No clasificó  | No clasificó  | No clasificó  | No clasificó  |
| 1988          | No clasificó     | No clasificó  | No clasificó  | No clasificó  | No clasificó  | No clasificó  | No clasificó  |
| 1992          | No participó     | No participó  | No participó  | No participó  | No participó  | No participó  | No participó  |
| 1996          | No clasificó     | No clasificó  | No clasificó  | No clasificó  | No clasificó  | No clasificó  | No clasificó  |
| 2000          | No clasificó     | No clasificó  | No clasificó  | No clasificó  | No clasificó  | No clasificó  | No clasificó  |
| 2004          | Cuartos de final | 4             | 1             | 3             | 0             | 3             | 1             |
| 2007          | No clasificó     | No clasificó  | No clasificó  | No clasificó  | No clasificó  | No clasificó  | No clasificó  |
| 2011          | Cuartos de final | 4             | 2             | 1             | 1             | 5             | 4             |
| 2015          | Fase de grupos   | 3             | 1             | 0             | 2             | 5             | 4             |
| 2019          | Octavos de final | 4             | 2             | 2             | 0             | 4             | 1             |
| 2023          | Subcampeón       | 7             | 4             | 1             | 2             | 13            | 8             |
| 2027          | Clasificado      | Clasificado   | Clasificado   | Clasificado   | Clasificado   | Clasificado   | Clasificado   |
| Total         | 6/19             | 22            | 10            | 7             | 5             | 30            | 18            |

## Torneos regionales

### Campeonato de la WAFF
| Campeonato de la WAFF | Campeonato de la WAFF | Campeonato de la WAFF | Campeonato de la WAFF | Campeonato de la WAFF | Campeonato de la WAFF | Campeonato de la WAFF | Campeonato de la WAFF |
| Año                   | Ronda                 | J                     | G                     | E                     | P                     | GF                    | GC                    |
| --------------------- | --------------------- | --------------------- | --------------------- | --------------------- | --------------------- | --------------------- | --------------------- |
| 2000                  | Cuarto lugar          | 4                     | 1                     | 2                     | 1                     | 3                     | 4                     |
| 2002                  | Subcampeón            | 4                     | 3                     | 0                     | 1                     | 6                     | 4                     |
| 2004                  | Tercer lugar          | 4                     | 2                     | 1                     | 1                     | 7                     | 3                     |
| 2007                  | Semifinales           | 3                     | 1                     | 0                     | 2                     | 3                     | 2                     |
| 2008                  | Subcampeón            | 4                     | 2                     | 1                     | 1                     | 7                     | 3                     |
| 2010                  | Fase de grupos        | 2                     | 0                     | 2                     | 0                     | 3                     | 3                     |
| 2012                  | Fase de grupos        | 2                     | 0                     | 0                     | 2                     | 1                     | 3                     |
| 2014                  | Subcampeón            | 4                     | 2                     | 1                     | 1                     | 3                     | 3                     |
| 2019                  | Fase de grupos        | 3                     | 1                     | 1                     | 1                     | 4                     | 2                     |
| 2023                  | Clasificado           | Clasificado           | Clasificado           | Clasificado           | Clasificado           | Clasificado           | Clasificado           |
| Total                 | 10/10                 | 30                    | 12                    | 8                     | 10                    | 37                    | 27                    |

### Copa de Naciones Árabe
| Copa de Naciones Árabe | Copa de Naciones Árabe | Copa de Naciones Árabe | Copa de Naciones Árabe | Copa de Naciones Árabe | Copa de Naciones Árabe | Copa de Naciones Árabe | Copa de Naciones Árabe |
| Año                    | Ronda                  | J                      | G                      | E                      | P                      | GF                     | GC                     |
| ---------------------- | ---------------------- | ---------------------- | ---------------------- | ---------------------- | ---------------------- | ---------------------- | ---------------------- |
| 1963                   | Quinto lugar           | 4                      | 0                      | 0                      | 4                      | 1                      | 14                     |
| 1964                   | Quinto lugar           | 4                      | 0                      | 1                      | 3                      | 3                      | 10                     |
| 1966                   | Fase de grupos         | 4                      | 1                      | 1                      | 2                      | 6                      | 7                      |
| 1985                   | Fase de grupos         | 2                      | 0                      | 0                      | 2                      | 0                      | 6                      |
| 1988                   | Cuarto lugar           | 6                      | 2                      | 1                      | 3                      | 4                      | 7                      |
| 1992                   | Fase de grupos         | 2                      | 0                      | 1                      | 1                      | 2                      | 5                      |
| 1998                   | Fase de grupos         | 2                      | 1                      | 0                      | 1                      | 2                      | 3                      |
| 2002                   | Semifinales            | 5                      | 2                      | 2                      | 1                      | 7                      | 6                      |
| 2009                   | Cancelado              | Cancelado              | Cancelado              | Cancelado              | Cancelado              | Cancelado              | Cancelado              |
| 2012                   | No participó           | No participó           | No participó           | No participó           | No participó           | No participó           | No participó           |
| Copa Árabe de la FIFA  |                        |                        |                        |                        |                        |                        |                        |
| 2021                   | Cuartos de final       | 4                      | 2                      | 0                      | 2                      | 7                      | 8                      |
| Total                  | 9/11                   | 33                     | 8                      | 6                      | 19                     | 32                     | 66                     |

## Palmarés
- Juegos Panarábicos (2): 1997 y 1999.
- Copa Jordania (2): 1992 y 2022.

## Récord ante otras selecciones
Actualizado al 10 de septiembre de 2024.
| Rival                  | J   | G   | E   | P   | GF  | GC  | GD   |
| ---------------------- | --- | --- | --- | --- | --- | --- | ---- |
| Afganistán             | 3   | 2   | 1   | 0   | 13  | 5   | +8   |
| Albania                | 1   | 0   | 1   | 0   | 0   | 0   | 0    |
| Arabia Saudita         | 18  | 8   | 3   | 7   | 19  | 20  | −1   |
| Argelia                | 2   | 1   | 1   | 0   | 3   | 2   | +1   |
| Armenia                | 1   | 0   | 1   | 0   | 0   | 0   | 0    |
| Australia              | 8   | 3   | 0   | 5   | 7   | 13  | −6   |
| Azerbaiyán             | 3   | 0   | 1   | 2   | 2   | 5   | −3   |
| Baréin                 | 27  | 12  | 6   | 9   | 31  | 24  | +7   |
| Bangladés              | 2   | 2   | 0   | 0   | 12  | 0   | +12  |
| Bielorrusia            | 2   | 1   | 0   | 1   | 1   | 1   | 0    |
| Bosnia y Herzegovina   | 2   | 0   | 1   | 1   | 1   | 2   | −1   |
| Bulgaria               | 1   | 0   | 0   | 1   | 0   | 2   | −2   |
| Camboya                | 2   | 2   | 0   | 0   | 8   | 0   | +8   |
| Catar                  | 22  | 6   | 3   | 13  | 19  | 35  | −16  |
| Chad                   | 1   | 1   | 0   | 0   | 1   | 0   | +1   |
| China                  | 12  | 1   | 5   | 6   | 9   | 25  | −16  |
| China Taipéi           | 4   | 4   | 0   | 0   | 15  | 1   | +14  |
| Colombia               | 1   | 0   | 0   | 1   | 0   | 3   | −3   |
| Congo                  | 1   | 1   | 0   | 0   | 1   | 0   | +1   |
| Costa de Marfil        | 1   | 0   | 0   | 1   | 0   | 2   | −2   |
| Corea del Norte        | 9   | 4   | 2   | 3   | 10  | 7   | +3   |
| Corea del Sur          | 7   | 1   | 3   | 3   | 6   | 7   | −1   |
| Croacia                | 1   | 0   | 0   | 1   | 1   | 2   | −1   |
| Chipre                 | 5   | 2   | 2   | 1   | 6   | 3   | +3   |
| Dinamarca              | 1   | 1   | 0   | 0   | 3   | 2   | +1   |
| Ecuador                | 1   | 1   | 0   | 0   | 3   | 0   | +3   |
| Egipto                 | 5   | 1   | 1   | 3   | 3   | 11  | −8   |
| Emiratos Árabes Unidos | 18  | 3   | 4   | 11  | 15  | 30  | –15  |
| Eslovaquia             | 1   | 0   | 0   | 1   | 1   | 5   | −4   |
| Estonia                | 1   | 1   | 0   | 0   | 1   | 0   | +1   |
| España                 | 1   | 0   | 0   | 1   | 1   | 3   | –2   |
| Filipinas              | 1   | 1   | 0   | 0   | 4   | 0   | +4   |
| Finlandia              | 1   | 0   | 0   | 1   | 1   | 2   | −1   |
| Georgia                | 2   | 1   | 0   | 1   | 3   | 3   | 0    |
| Haití                  | 1   | 0   | 0   | 1   | 0   | 2   | –2   |
| Hong Kong              | 4   | 2   | 2   | 0   | 7   | 1   | +6   |
| Hungría                | 1   | 0   | 1   | 0   | 1   | 1   | 0    |
| India                  | 2   | 2   | 0   | 0   | 4   | 1   | +3   |
| Indonesia              | 6   | 6   | 0   | 0   | 17  | 3   | +14  |
| Irán                   | 14  | 4   | 3   | 7   | 11  | 18  | −7   |
| Irak                   | 52  | 12  | 13  | 27  | 51  | 80  | −29  |
| Jamaica                | 1   | 1   | 0   | 0   | 2   | 1   | +1   |
| Japón                  | 7   | 1   | 3   | 3   | 6   | 18  | −12  |
| Kazajistán             | 2   | 1   | 0   | 1   | 2   | 1   | +1   |
| Kenia                  | 1   | 0   | 1   | 0   | 1   | 1   | 0    |
| Kosovo                 | 1   | 1   | 0   | 0   | 2   | 0   | +2   |
| Kuwait                 | 25  | 7   | 9   | 9   | 29  | 33  | −4   |
| Kirguistán             | 5   | 2   | 1   | 2   | 4   | 3   | +1   |
| Laos                   | 2   | 2   | 0   | 0   | 8   | 2   | +6   |
| Líbano                 | 28  | 7   | 14  | 7   | 29  | 27  | +2   |
| Libia                  | 10  | 3   | 4   | 3   | 10  | 12  | −2   |
| Lituania               | 1   | 1   | 0   | 0   | 3   | 0   | +3   |
| Macao                  | 1   | 1   | 0   | 0   | 13  | 0   | +13  |
| Malasia                | 6   | 4   | 2   | 0   | 10  | 0   | +10  |
| Malta                  | 3   | 1   | 0   | 2   | 4   | 5   | −1   |
| Mauritania             | 1   | 1   | 0   | 0   | 2   | 1   | +1   |
| México                 | 1   | 0   | 1   | 0   | 0   | 0   | 0    |
| Moldavia               | 2   | 1   | 0   | 1   | 1   | 2   | −1   |
| Marruecos              | 5   | 0   | 1   | 4   | 3   | 12  | −9   |
| Nepal                  | 5   | 4   | 1   | 0   | 18  | 1   | +17  |
| Nueva Zelanda          | 3   | 2   | 0   | 1   | 5   | 4   | +1   |
| Nigeria                | 2   | 1   | 0   | 1   | 1   | 2   | -1   |
| Noruega                | 2   | 0   | 1   | 1   | 0   | 6   | -6   |
| Omán                   | 26  | 13  | 9   | 4   | 34  | 15  | +19  |
| Pakistán               | 9   | 9   | 0   | 0   | 34  | 1   | +33  |
| Palestina              | 15  | 8   | 6   | 1   | 37  | 13  | +24  |
| Paraguay               | 1   | 0   | 0   | 1   | 2   | 4   | −2   |
| Rumania                | 1   | 1   | 0   | 0   | 1   | 0   | +1   |
| Serbia                 | 1   | 0   | 0   | 1   | 2   | 3   | −1   |
| Sierra Leona           | 2   | 1   | 0   | 1   | 5   | 2   | +3   |
| Singapur               | 9   | 7   | 1   | 1   | 20  | 6   | +14  |
| Sudán                  | 3   | 2   | 1   | 0   | 5   | 1   | +4   |
| Sudán del Sur          | 2   | 2   | 0   | 0   | 5   | 1   | +4   |
| Suecia                 | 1   | 0   | 1   | 0   | 0   | 0   | 0    |
| Siria                  | 40  | 16  | 9   | 15  | 39  | 37  | +2   |
| Tayikistán             | 7   | 5   | 1   | 1   | 13  | 3   | +10  |
| Tailandia              | 7   | 1   | 5   | 1   | 3   | 4   | −1   |
| Trinidad y Tobago      | 1   | 1   | 0   | 0   | 3   | 0   | +3   |
| Túnez                  | 3   | 0   | 1   | 2   | 3   | 12  | −9   |
| Turkmenistán           | 4   | 2   | 0   | 2   | 5   | 4   | +1   |
| Ucrania                | 1   | 0   | 1   | 0   | 0   | 0   | 0    |
| Uruguay                | 2   | 0   | 1   | 1   | 0   | 5   | −5   |
| Uzbekistán             | 14  | 2   | 5   | 7   | 15  | 21  | −6   |
| Vietnam                | 4   | 0   | 4   | 0   | 3   | 3   | 0    |
| Yemen                  | 3   | 1   | 2   | 0   | 6   | 2   | +4   |
| Yemen del Sur          | 2   | 1   | 0   | 1   | 4   | 4   | 0    |
| Zambia                 | 1   | 1   | 0   | 0   | 1   | 0   | +1   |
| Zimbabue               | 1   | 1   | 0   | 0   | 2   | 0   | +2   |
| Total                  | 522 | 201 | 139 | 182 | 686 | 565 | +121 |

## Jugadores

### Última convocatoria
Lista de jugadores convocados para los partidos de la eliminatoria al mundial de Norteamérica 2026 los cuales fueron disputados en marzo de 2025.
| No. | Pos. | Jugador              | Fecha de nacimiento (edad)        | Apa. | Goles | Club         |
| --- | ---- | -------------------- | --------------------------------- | ---- | ----- | ------------ |
| 1   | POR  | Yazeed Abulaila      | 8 de enero de 1993 (32 años)      | 49   | 0     | Al-Hussein   |
| 22  | POR  | Abdallah Al-Fakhouri | 22 de enero de 2000 (25 años)     | 11   | 0     | Al-Wehdat    |
|     | POR  | Mohammad Al-Emwasi   | 8 de agosto de 1996 (29 años)     | 0    | 0     | Al-Salt      |
|     |      |                      |                                   |      |       |              |
| 2   | DEF  | Mohammad Abu Hashish | 9 de mayo de 1995 (30 años)       | 36   | 0     | Zakho        |
| 3   | DEF  | Abdallah Nasib       | 25 de febrero de 1994 (31 años)   | 42   | 2     | Al-Hussein   |
| 4   | DEF  | Husam Abu Dahab      | 13 de mayo de 2000 (25 años)      | 5    | 0     | Al-Faisaly   |
| 5   | DEF  | Yazan Al-Arab        | 31 de enero de 1996 (29 años)     | 62   | 2     | FC Seoul     |
| 16  | DEF  | Mohammad Abualnadi   | 8 de febrero de 2001 (24 años)    | 4    | 0     | Selangor     |
| 23  | DEF  | Ihsan Haddad         | 5 de febrero de 1994 (31 años)    | 79   | 2     | Al-Hussein   |
|     | DEF  | Yousef Abu Al-Jazar  | 25 de octubre de 1999 (25 años)   | 7    | 0     | Al-Wehdat    |
|     | DEF  | Ahmad Assaf          | 21 de julio de 1999 (26 años)     | 1    | 0     | US Rumelange |
|     | DEF  | Adham Al-Quraishi    | 7 de marzo de 1995 (30 años)      | 0    | 0     | Al-Hussein   |
|     | DEF  | Hadi Al-Hourani      | 14 de marzo de 2000 (25 años)     | 4    | 0     | Al-Faisaly   |
|     | DEF  | Ali Hajabi           | 2 de mayo de 2004 (21 años)       | 0    | 0     | Al-Hussein   |
|     |      |                      |                                   |      |       |              |
| 13  | MED  | Mahmoud Al-Mardi     | 6 de octubre de 1993 (31 años)    | 62   | 7     | Al-Hussein   |
| 14  | MED  | Rajaei Ayed          | 25 de julio de 1993 (32 años)     | 54   | 0     | Al-Hussein   |
| 15  | MED  | Ibrahim Sadeh        | 27 de abril de 2000 (25 años)     | 33   | 2     | Muharraq     |
| 20  | MED  | Mohannad Abu Taha    | 2 de febrero de 2003 (22 años)    | 8    | 0     | Al-Orobah    |
| 21  | MED  | Nizar Al-Rashdan     | 23 de marzo de 1999 (26 años)     | 26   | 2     | Al-Khaldiya  |
|     | MED  | Mohammad Abu Zrayq   | 30 de diciembre de 1997 (27 años) | 23   | 3     | Al-Hussein   |
|     | MED  | Khaled Zakaria       | 8 de septiembre de 2000 (24 años) | 1    | 0     | Al-Faisaly   |
|     | MED  | Amer Jamous          | 3 de julio de 2002 (23 años)      | 2    | 0     | Al-Wehdat    |
|     | MED  | Mohannad Semreen     | 8 de enero de 2002 (23 años)      | 0    | 0     | Al-Wehdat    |
|     | MED  | Waseem Al-Riyalat    | 25 de junio de 2001 (24 años)     | 0    | 0     | Al-Hussein   |
|     | MED  | Mohamad Al-Naser     | 23 de marzo de 1997 (28 años)     | 2    | 0     | HB Køge      |
|     |      |                      |                                   |      |       |              |
| 10  | DEL  | Musa Al-Taamari      | 10 de junio de 1997 (28 años)     | 71   | 22    | Rennes       |
| 11  | DEL  | Yazan Al-Naimat      | 4 de junio de 1999 (26 años)      | 48   | 22    | Al-Arabi     |
|     | DEL  | Ibrahim Sabra        | 1 de febrero de 2006 (19 años)    | 1    | 0     | Al-Wehdat    |

### Más partidos
Actualizado en junio 2024
| Posición | Jugador             | Partidos | Goles | Posición | Carrera       |
| -------- | ------------------- | -------- | ----- | -------- | ------------- |
| 1        | Amer Shafi          | 176      | 1     | GK       | 2002–2021     |
| 2        | Baha' Abdel-Rahman  | 152      | 6     | MF       | 2007–2022     |
| 3        | Amer Deeb           | 130      | 21    | MF       | 2002–2014     |
| 4        | Odai Al-Saify       | 118      | 15    | MF       | 2007–2023     |
| 5        | Abdallah Deeb       | 115      | 19    | FW       | 2007–2016     |
| 6        | Hatem Aqel          | 111      | 10    | DF       | 1998–2014     |
| 7        | Anas Bani Yaseen    | 110      | 5     | DF       | 2008–presente |
| 8        | Hamza Al-Dardour    | 104      | 31    | FW       | 2011–presente |
| 9        | Bashar Bani Yaseen  | 101      | 2     | DF       | 1999–2012     |
| 9        | Hassouneh Al-Sheikh | 101      | 9     | MF       | 1997–2010     |

### Goleadores
| Posición | Jugador             | Goles | Partidos | Promedio | Carrera       |
| -------- | ------------------- | ----- | -------- | -------- | ------------- |
| 1        | Hamza Al-Dardour    | 31    | 104      | 0.27     | 2011–presente |
| 2        | Hassan Abdel-Fattah | 30    | 88       | 0.34     | 2004–2015     |
| 3        | Badran Al-Shaqran   | 28    | 61       | 0.46     | 1997–2006     |
| 4        | Mahmoud Shelbaieh   | 21    | 79       | 0.27     | 2000–2011     |
| 4        | Amer Deeb           | 21    | 130      | 0.16     | 2002–2014     |
| 6        | Musa Al-Taamari     | 20    | 70       | 0.26     | 2016–presente |
| 7        | Abdallah Deeb       | 19    | 115      | 0.17     | 2007–2016     |
| 8        | Yazan Al-Naimat     | 17    | 46       | 0.36     | 2021–presente |
| 9        | Mo'ayyad Salim      | 17    | 64       | 0.27     | 1999–2006     |
| 9        | Ahmad Hayel         | 17    | 70       | 0.24     | 2005–2015     |

## Entrenadores
Actualizado al 6 de enero de 2019.
| Nombre               | Nacionalidad                               | Periodo                             | Partidos | Triunfos | Empates | Derrotas |
| -------------------- | ------------------------------------------ | ----------------------------------- | -------- | -------- | ------- | -------- |
| Danny McLennan       | Bandera de Escocia                         | 1984                                | ?        | ?        | ?       | ?        |
| Edson Tavares        | Bandera de Brasil                          | 1986                                | ?        | ?        | ?       | ?        |
| Slobodan Ogsananovic | Bandera de República Federal de Yugoslavia | 1988-89                             | ?        | ?        | ?       | ?        |
| Mohammad Awad        | Bandera de Jordania                        | 195 – 2000                          | ?        | ?        | ?       | ?        |
| Branko Smiljanic     | Bandera de República Federal de Yugoslavia | 2000 – 2002                         | 31       | 10       | 13      | 8        |
| Mahmoud El-Gohary    | Bandera de Egipto                          | 2002 – 2007                         | 75       | 35       | 22      | 18       |
| Nelo Vingada         | Bandera de Portugal                        | 2007 – 2009                         | 11       | 7        | 13      | 39       |
| Adnan Hamad          | Bandera de Irak                            | 2009 – 2013                         | 68       | 28       | 19      | 21       |
| Hossam Hassan        | Bandera de Egipto                          | 2013 – 2014                         | 23       | 9        | 8       | 3        |
| Ahmed Abdel-Qader    | Bandera de Jordania                        | 2014                                | 24       | 1        | 2       | 0        |
| Ray Wilkins          | Bandera de Inglaterra                      | 2014 - 2015                         | 12       | 1        | 2       | 9        |
| Ahmed Abdel-Qader    | Bandera de Jordania                        | 2015                                | 25       | 1        | 2       | 0        |
| Paul Put             | Bandera de Bélgica                         | 2015 - enero de 2016                | 15       | 3        | 2       | 1        |
| Abdullah Abu Zema    | Bandera de Jordania                        | enero de 2016 - marzo de 2016       | 13       | 1        | 2       | 0        |
| Harry Redknapp       | Bandera de Inglaterra                      | marzo de 2016 - mayo de 2016        | 12       | 1        | 0       | 1        |
| Abdullah Abu Zema    | Bandera de Jordania                        | mayo de 2016 - diciembre de 2016    | 13       | 1        | 0       | 1        |
| Abdullah Mesfer      | Bandera de Emiratos Árabes Unidos          | diciembre de 2016 - octubre de 2017 | 1        | 2        | 1       | 1        |
| Jamal Abu-Abed       | Bandera de Jordania                        | oct 2017 - sep 2018                 | 2        | 1        | 1       | 1        |
| Vital Borkelmans     | Bandera de Bélgica                         | sep 2018 - jun 2021                 | 39       | 14       | 12      | 13       |
| Adnan Hamad          | Bandera de Irak                            | jun 2021 - 2023                     | 23       | 16       | 0       | 7        |
| Hussein Ammouta      | Bandera de Marruecos                       | jun 2023 - jun 2024                 | 17       | 8        | 2       | 7        |
| Jamal Sellami        | Bandera de Marruecos                       | jun 2024 -                          | 0        | 0        | 0       | 0        |